# DeSoto Adventurer
L'Adventurer è un'autovettura prodotta dalla DeSoto dal 1956 al 1960.

## Storia
Il nome "Adventurer" è stato per la prima volta utilizzato su una concept car DeSoto del 1954. Quest'ultima era una vettura ad alte prestazioni che era caratterizzata da una carrozzeria coupé. 
La Adventurer prodotta di serie era il modello al top di gamma della DeSoto. Introdotta nel 1956 come allestimento della DeSoto Fireflite, la Adventurer venne offerta nel primo anno solo con carrozzeria coupé e in una ristretta gamma di colori (bianco, nero e color oro). Il motore installato era un V8 da 5,6 L di cilindrata che era dotato di doppio sistema di scarico. L'equipaggiamento di serie comprendeva due specchi retrovisori, dei copricerchioni color oro, l'autoradio, un orologio elettrico, un pannello strumenti imbottito, il lavacristalli, una strumentazione completa e delle sospensioni ad alte prestazioni. Il cambio era automatico a due rapporti. Nel primo anni di produzione, vennero assemblati 996 esemplari.

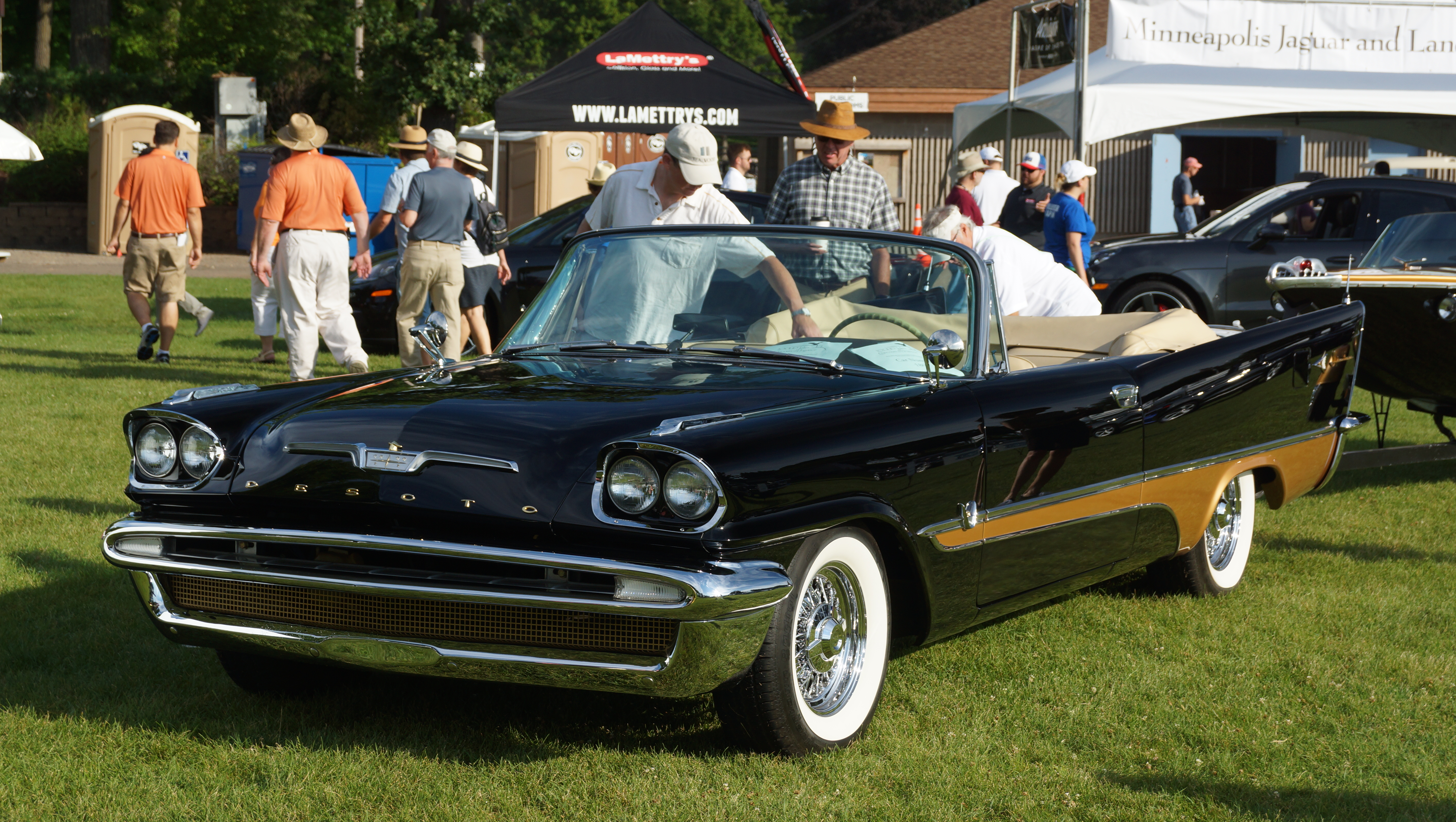
DeSoto Adventurer cabriolet del 1957

Nel 1957 il modello fu aggiornato e venne aggiunta all'offerta la versione cabriolet. I colori disponibili erano i medesimi di quelli della serie precedente, mentre la cilindrata del motore venne aumentata a 5,7 L. Questo motore era equipaggiato da due carburatori quadruplo corpo ed erogava 345 CV di potenza. Nel 1957, furono prodotti 1.950 esemplari.
Nel 1958 la linea fu aggiornata nuovamente. Ad esempio, furono modificati la calandra e i fanali anteriori. Il motore ora disponibile era un V8 da 5,9 L. Di quest'ultimo, era anche offerta una versione a iniezione che però dava alcuni problemi e quindi ne furono venduti pochi esemplari. A causa però della recessione economica del 1958, la produzione, nell'anno citato, fu di soli 432 esemplari.

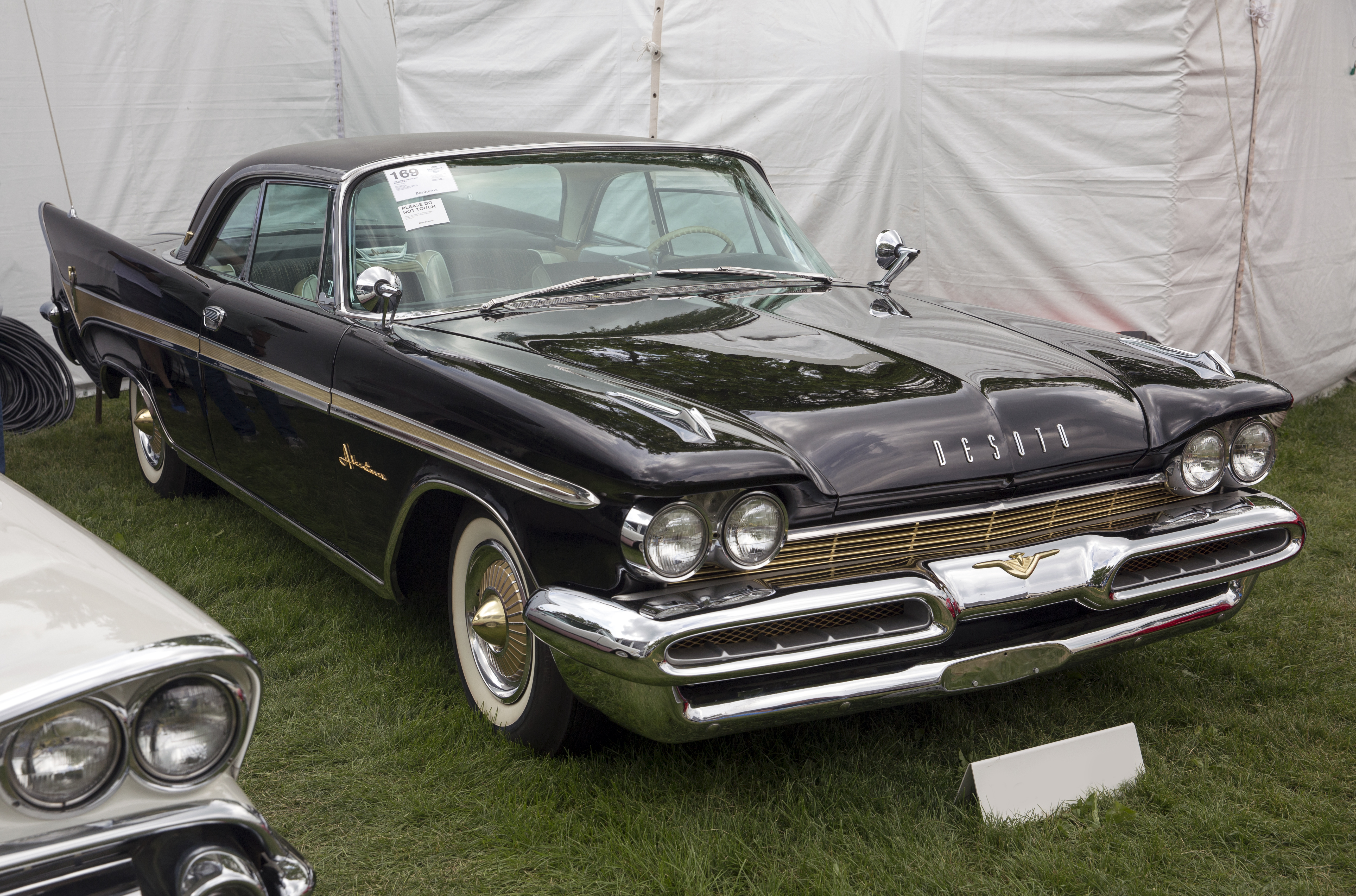
DeSoto Adventurer del 1959

Nel 1959 la Adventurer fu nuovamente aggiornata e ora aveva un aspetto somigliante ai modelli Chrysler. La Adventurer era ancora offerta con i colori che erano disponibili in precedenza mentre l'equipaggiamento venne arricchito, anche se l'autoradio divenne un'opzione. Il modello era dotato di un motore V8 da 6,3 L e 350 CV, e vennero introdotti, nell'equipaggiamento standard, i sedili girevoli. Nel 1959 furono assemblati 687 esemplari.

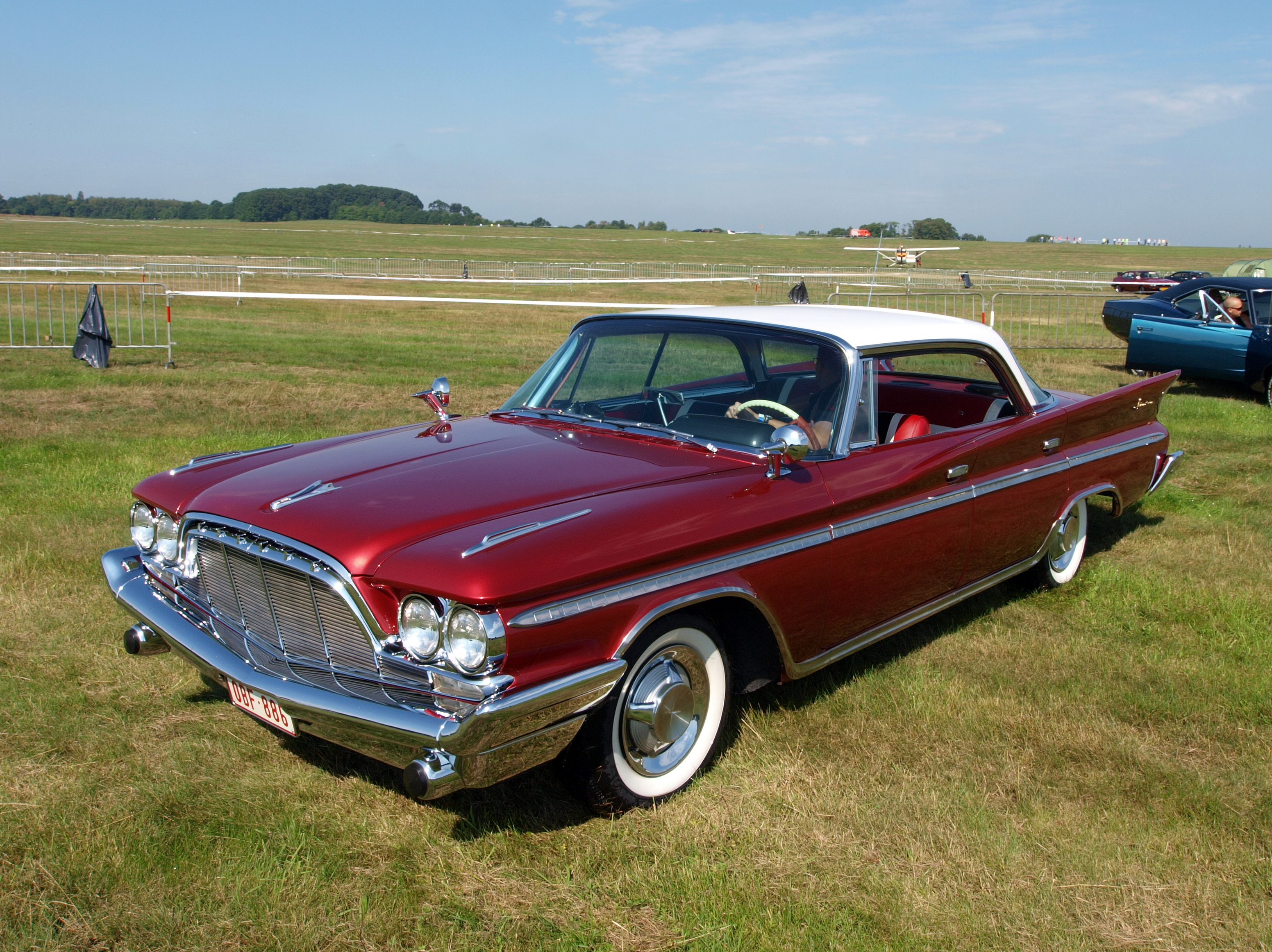
DeSoto Adventurer berlina

Nel 1960 fu tolta dalla gamma la versione cabriolet ma venne aggiunta la versione berlina. La gamma dei colori disponibili fu ampliata. La produzione crebbe a 11.597 esemplari e furono introdotti i fendinebbia. La costruzione ora diventò a monoscocca. La Adventurer uscì di produzione a causa dell'imminente soppressione del marchio DeSoto, che avvenne nel 1961.

## La Adventurer nella cultura di massa
La Adventurer è protagonista del fumetto, e di diversi videogiochi di Sam & Max.